# Bodorová (Slowakei)
Bodorová (ungarisch Bodorfalva – bis 1907 Bodorfalu) ist eine Gemeinde in der Nord-Mitte der Slowakei mit 240 Einwohnern (Stand 31. Dezember 2024). Sie liegt im Okres Turčianske Teplice, einem Teil des Žilinský kraj und ist Teil der traditionellen Landschaft Turiec.

## Geographie
Die Gemeinde befindet sich im südlichen Teil des Turzbeckens am Bach Dolinka. Das Ortszentrum liegt auf einer Höhe von 464 m n.m. und ist fünf Kilometer von Turčianske Teplice sowie 21 Kilometer von Martin entfernt.
Zur Gemeinde gehört auch der schon im 19. Jahrhundert eingemeindete Ort Paraštiná sowie der 1951 eingemeindete Ort Kevice. Letzterer ist noch eine offizielle Katastralgemeinde.
Nachbargemeinden sind Borcová im Norden, Mošovce im Osten, Turčianske Teplice (Stadtteil Turčiansky Michal) im Süden, Malý Čepčín und Ivančiná im Westen und Jazernica im Nordwesten.

## Geschichte
Bodorová wurde zum ersten Mal 1265 als Vida schriftlich erwähnt und war bis zum 15. Jahrhundert Gut des Geschlechts Vida, später kam es zum Gut der Familie Thurzo und im 16. Familie der Familie Nyáry. Der heutige Name ist erstmals 1534 als Bodarfalwa nachgewiesen und trägt den Namen eines gewissen Peter de Boda. 1720 standen 11 Häuser im Ort. 1785 hatte die Ortschaft 16 Häuser und 132 Einwohner, 1828 zählte man 18 Häuser und 128 Einwohner, die als Handwerker (im Besonderen Kürschner) und Landwirte beschäftigt waren.
Bis 1918 gehörte der im Komitat Turz liegende Ort zum Königreich Ungarn und kam danach zur Tschechoslowakei beziehungsweise heute Slowakei.

## Bevölkerung
| Jahr                | 1994 | 2004     | 2014    | 2024    |
| ------------------- | ---- | -------- | ------- | ------- |
| Anzahl der Personen | 211  | 261      | 243     | 240     |
| Unterschied         |      | +23,69 % | −6,89 % | −1,23 % |

| Jahr                | 2023 | 2024    |
| ------------------- | ---- | ------- |
| Anzahl der Personen | 235  | 240     |
| Unterschied         |      | +2,12 % |

Nach der Volkszählung 2011 wohnten in Bodorová 244 Einwohner, davon 222 Slowaken, zwei Tschechen sowie jeweils ein Deutscher und Pole. 18 Einwohner machten keine Angabe zur Ethnie.
95 Einwohner bekannten sich zur römisch-katholischen Kirche und 87 Einwohner zur Evangelischen Kirche A. B. 35 Einwohner waren konfessionslos und bei 27 Einwohnern wurde die Konfession nicht ermittelt.

## Bauwerke
- Landsitz im Ortsteil Kevice

## Verkehr
Der nächste Bahnanschluss ist an der Haltestelle Malý Čepčín an der Bahnstrecke Salgótarján–Vrútky (Teilstrecke Diviaky–Vrútky). Die Straße 1. Ordnung 65 ist etwa 2,5 Kilometer vom Ort entfernt.